# Hamster y Gretel
Hamster y Gretel (título original: Hamster & Gretel) es una serie de televisión animada estadounidense creada por Dan Povenmire que se estrenó en Disney Channel el 12 de agosto de 2022. En enero de 2023, la serie se renovó para una segunda temporada.

## Trama
Un chico de 16 años llamado Kevin debe trabajar con su hermana Gretel cuando ella y su hámster mascota reciben superpoderes de los extraterrestres y se convierten en un dúo de superhéroes dedicados a proteger su ciudad.

## Personajes

### Principales
- Gretel Grant-Gomez (con la voz de Meli Povenmire)[2] La hermana menor de Kevin que adquiere superpoderes y se convierte en una superheroína. Gretel tiende a empeorar el problema de un superhéroe usando la fuerza bruta.
- Kevin Grant-Gomez (con la voz de Michael Cimino)[2] Un chico de 16 años y hermano mayor de Gretel que intenta guiar a Hamster y Gretel para que sean superhéroes. Es uno de los personajes más desafortunados de la serie.
- Hamster Grant-Gomez (con la voz de Beck Bennett)[2] El estoico hámster mascota de Kevin y Gretel que obtiene superpoderes además de la capacidad de hablar, pero solo en momentos de alivio cómico.
- Fred (con la voz de Joey King)[2] La prima inexpresiva, sarcástica, cínica y experta en tecnología de Kevin y Gretel que actúa como soporte técnico del equipo.
- Dave Grant-Gomez (con la voz de Matt L. Jones)[2] El padre de Kevin y Gretel. Está inspirado en el creador de la serie Dan Povenmire.
- Carolina Grant-Gomez (con la voz de Carolina Ravassa)[2] La madre de Kevin y Gretel. Ella trabaja de enfermera.

### Secundarios
- Bailey Carter[3] (con la voz de Priah Ferguson)[4] La mejor amiga de Gretel y también fanática de la superheroína Gretel, que no sabe que son la misma.
- Roman Carter (con la voz de Michael-Leon Wooley): El padre de Bailey, que trabaja como productor de videojuegos.
- Veronica Hill (con la voz de Liza Koshy):[4] Una reportera de noticias.
- Anthony (con la voz de Akintoye):[4] El amigo confiado de Kevin.
- Hiromi Tanaka[5] (con la voz de Romi Dames):[4] Empleada de una tienda de cómics y enamorada de Kevin.[6]
- La Cebolla (con la voz de Karina LaVoz): Una ex-actriz de telenovelas que quiere dominar al mundo usando cebollas.
- Extraterrestres invisibles (con las voces de Dan Povenmire y Joanna Hausmann): Las entidades invisibles que otorgan superpoderes a extraños al azar, como Hamster y Gretel, FistPuncher y The Destructress, y La Cebolla.

## Producción

### Desarrollo
En octubre de 2020, se informó que el cocreador de Phineas y Ferb y La ley de Milo Murphy, Dan Povenmire, estaba desarrollando una nueva serie animada con un pedido de 20 episodios para Disney Channel, titulada Hamster & Gretel, con la producción de Disney Television Animation. Povenmire lanzó el programa por primera vez como un animado en 2019, con él proporcionando todas las voces. El personaje de Hamster se originó a partir de un dibujo que hizo en su tablero de bocetos durante el desarrollo de la película de Disney+, Phineas y Ferb, la película: Candace contra el universo (2020). Más tarde se perfeccionó mientras Povenmire estaba de vacaciones con su familia en Aruba. La serie marca el primer proyecto de Povenmire como showrunner sin Jeff «Swampy» Marsh, debido a que este último desarrolla proyectos propios después de crear su propio estudio. Sin embargo, Marsh seguirá teniendo un papel de voz recurrente como varios personajes de la serie. En septiembre de 2021, Joanna Hausmann se unió a la serie como escritora principal, coproductora y editora de historias. Povenmire se acercó a ella después de escuchar a Haunsman hablar sobre sus experiencias como venezolana, ya que sintió que ella podía aportar autenticidad a la representación venezolana de la serie. En junio de 2022, se anunció que se habían ordenado diez episodios adicionales, lo que elevó el número total de episodios a 30.

### Escritura
La escritura para Hamster & Gretel comenzó en octubre de 2020. Se hizo de forma remota debido a cierre de Disney Television Animation durante la Pandemia de COVID-19. La serie se basó en la dinámica de Povenmire con su hermana mucho menor, que sintió que nunca antes había sido retratada en la televisión; la directora Amber T. Hollinger describió la relación entre Kevin y Gretel como el enfoque principal de la serie, con el arco de Kevin centrado en su papel de hermano mayor después de que Gretel recibe sus poderes. Povenmire también se inspiró en su familia para los personajes de Kevin y Gretel. La serie cuenta con personajes principales venezolanos; esto se inspiró en que tanto Hausmann como la esposa de Povenmire son venezolanas. La serie también incorporó varios huevos de Pascua venezolanos.
La serie está ambientada en el mismo universo que Phineas y Ferb y La ley de Milo Murphy, con personajes de ambos programas haciendo cameos en Hamster y Gretel. Sin embargo, Povenmire señaló que no había planes para un cruce formal en la serie, a diferencia de La ley de Milo Murphy.

### Animación
Snipple Animation y Synergy Animation brindan servicios de animación para la serie; el trabajo en los primeros episodios terminó en mayo de 2022. Los episodios se producen simultáneamente en diferentes etapas, algunos en preproducción y otros en posproducción. La serie contará con secuencias de acción que tienen más calidad cinematográfica que Phineas y Ferb y La ley de Milo Murphy.

## Lanzamiento
Hamster & Gretel se estrenó en Disney Channel el 12 de agosto de 2022. Los primeros cinco episodios de la serie se agregaron a Disney+ el 17 de agosto, lo que resultó en el lanzamiento de los episodios 3-5 antes de sus estrenos en la televisión.

## Episodios
| Temporada | Temporada | Episodios | Segmentos | Emisión              | Emisión                | Emisión en Latinoamérica                                           | Emisión en Latinoamérica      | Emisión en España  | Emisión en España |
| Temporada | Temporada | Episodios | Segmentos | Comienzo             | Final                  | Comienzo                                                           | Final                         | Comienzo           | Final             |
| --------- | --------- | --------- | --------- | -------------------- | ---------------------- | ------------------------------------------------------------------ | ----------------------------- | ------------------ | ----------------- |
|           | 1         | 19        | 38        | 12 de agosto de 2022 | 9 de diciembre de 2023 | 5 de julio de 2023 (Disney+) 2 de octubre de 2023 (Disney Channel) | 22 de enero de 2025 (Disney+) | 1 de abril de 2023 | -                 |

### Temporada 1 (2022-presente)
| N.º en serie | N.º en temp. | Título                                                                                                  | Fecha de emisión original                                                 | Código de prod. | Audiencia (millones) |
| ------------ | ------------ | --- | ------------------------------------------------------------------------- | --------------- | -------------------- |
| 1a           | 1a           | «Empower Failure» «Empoderamiento fallido (LA) Superapagón (ES)»                                        | 12 de agosto de 2022 (EU)2 de octubre de 2023 (LA)1 de abril de 2023 (ES) | 101             | 0.23                 |
| 1b           | 1b           | «Oakey Dokey» «Viva arbolón (LA) Fuerti como un Robli (ES)»                                             | 12 de agosto de 20222 de octubre de 2023 (LA)                             | 101             | 0.23                 |
| 2a           | 2a           | «Recipe for Disaster» «Receta de un desastre (LA) La receta del desastre (ES)»                          | 13 de agosto de 20223 de octubre de 2023 (LA)                             | 102             | 0.22                 |
| 2b           | 2b           | «Math Punch» «Golpe matemático (LA) Puñetazo matemático (ES)»                                           | 13 de agosto de 20223 de octubre de 2023 (LA)                             | 102             | 0.22                 |
| 3a           | 3a           | «Superhero Sibling Rivalry» «Rivalidad fraternal (LA)»                                                  | 20 de agosto de 20224 de octubre de 2023 (LA)                             | 103             | 0.14                 |
| 3b           | 3b           | «Close Shave» «Por un pelo (LA)»                                                                        | 20 de agosto de 20224 de octubre de 2023 (LA)                             | 103             | 0.14                 |
| 4a           | 4a           | «Cheer Cheer Bang Bang» «Hip Hip Bang Bang (LA)»                                                        | 27 de agosto de 20225 de octubre de 2023 (LA)                             | 104             | 0.21                 |
| 4b           | 4b           | «La Ballad of La Cebolla» «La balada de la cebolla (LA)»                                                | 27 de agosto de 20225 de octubre de 2023 (LA)                             | 104             | 0.21                 |
| 5a           | 5a           | «Comic Shop CopyCat» «Imitador felino (LA)»                                                             | 3 de septiembre de 20226 de octubre de 2023 (LA)                          | 105             | 0.18                 |
| 5b           | 5b           | «Neigh, It Ain't So!» «¡Naaa, no es cierto! (LA)»                                                       | 3 de septiembre de 20226 de octubre de 2023 (LA)                          | 105             | 0.18                 |
| 6a           | 6a           | «Saturday Homecoming Fever» «Fiebre de baile escolar (LA)»                                              | 10 de septiembre de 20229 de octubre de 2023 (LA)                         | 106             | 0.24                 |
| 6b           | 6b           | «Dr. Eelgood» «El Dr. Eelgood (LA)»                                                                     | 10 de septiembre de 20229 de octubre de 2023 (LA)                         | 106             | 0.24                 |
| 7a           | 7a           | «The Opposite of Smart» «¡Hábil, jamás! (LA)»                                                           | 17 de septiembre de 202210 de octubre de 2023 (LA)                        | 107             | 0.21                 |
| 7b           | 7b           | «Birthday Besties» «El cumpleaños (LA)»                                                                 | 17 de septiembre de 202210 de octubre de 2023 (LA)                        | 107             | 0.21                 |
| 8a           | 8a           | «I'm Bored» «Estoy aburrida (LA)»                                                                       | 24 de septiembre de 202212 de octubre de 2023 (LA)                        | 109             | 0.24                 |
| 8b           | 8b           | «Cutie and the Beast» «La adorable bestia (LA)»                                                         | 24 de septiembre de 202212 de octubre de 2023 (LA)                        | 109             | 0.24                 |
| 9a           | 9a           | «The Nightmarionette» «Mariodilla (LA)»                                                                 | 1 de octubre de 202211 de octubre de 2023 (LA)                            | 108             | 0.19                 |
| 9b           | 9b           | «Abuelita's World» «El mundo según Abuelita (LA)»                                                       | 1 de octubre de 202211 de octubre de 2023 (LA)                            | 108             | 0.19                 |
| 10a          | 10a          | «U.F. UH-OH! Part I» «O.V. ¡NO!- Primera parte (LA)»                                                    | 8 de octubre de 202213 de octubre de 2023 (LA)                            | 110             | 0.24                 |
| 10b          | 10b          | «U.F. UH-OH! Part II» «O.V. ¡NO!- Segunda parte (LA)»                                                   | 8 de octubre de 202213 de octubre de 2023 (LA)                            | 110             | 0.24                 |
| 11a          | 11a          | «Grounded» «Castigada (LA)»                                                                             | 12 de noviembre de 20222 de mayo de 2024 (LA)                             | 111             | -                    |
| 11b          | 11b          | «Sleepover With the Enemy» «¿Amiga o enemiga? (LA)»                                                     | 12 de noviembre de 20222 de mayo de 2024 (LA)                             | 111             | -                    |
| 12a          | 12a          | «Friday Night Fight» «Susto de Viernes por la Noche (LA)»                                               | 19 de noviembre de 20229 de mayo de 2024 (LA)                             | 112             | -                    |
| 12b          | 12b          | «The Earworm» «The Earworm y su tonada pegajosa (LA)»                                                   | 19 de noviembre de 20229 de mayo de 2024 (LA)                             | 112             | -                    |
| 13a          | 13a          | «A Mammoth Problem» «Un problema descomunal (LA)»                                                       | 26 de noviembre de 202216 de mayo de 2024 (LA)                            | 113             | -                    |
| 13b          | 13b          | «The Bantam of the Elementary School Light Opera» «La gallinilla del drama de la escuela primaria (LA)» | 26 de noviembre de 202216 de mayo de 2024 (LA)                            | 113             | -                    |
| 14a          | 14a          | «Hamnesia» «Hamnesia (LA)»                                                                              | 4 de febrero de 202323 de mayo de 2024 (LA)                               | 114             | -                    |
| 14b          | 14b          | «Romancing the Scone» «Forjando una amistad (LA)»                                                       | 4 de febrero de 202323 de mayo de 2024 (LA)                               | 114             | -                    |
| 15a          | 15a          | «For Whom the Belle Trolls» «Lo que las redes nos hacen creer (LA)»                                     | 11 de febrero de 202330 de mayo de 2024 (LA)                              | 115             | -                    |
| 15b          | 15b          | «An Arthouse Divided» «¿Qué tan mala es mala? (LA)»                                                     | 11 de febrero de 202330 de mayo de 2024 (LA)                              | 115             | -                    |
| 16a          | 16a          | «The Litigator vs. The Luchador» «TBA (LA)»                                                             | 18 de febrero de 20235 de mayo de 2025 (LA)                               | 116             | -                    |
| 16b          | 16b          | «Strawberry Fest Forever» «TBA (LA)»                                                                    | 18 de febrero de 20235 de mayo de 2025 (LA)                               | 116             | -                    |
| 17a          | 17a          | «The Bottle Episode» «TBA (LA)»                                                                         | 25 de febrero de 20236 de mayo de 2025 (LA)                               | 117             | -                    |
| 17b          | 17b          | «Micromanager» «TBA (LA)»                                                                               | 25 de febrero de 20236 de mayo de 2025 (LA)                               | 117             | -                    |
| 18a          | 18a          | «When Life Gives You Lemons» «Si la vida te da limones (LA)»                                            | 4 de marzo de 20237 de mayo de 2024 (LA)                                  | 118             | -                    |
| 18b          | 18b          | «Self-HEELP!» «¡Auto-AYUDAA! (LA)»                                                                      | 4 de marzo de 20237 de mayo de 2024 (LA)                                  | 118             | -                    |

## Recepción
Brandon Zachary de CBR.com declaró: "Hamster & Gretel ofrece una nueva versión de muchos géneros trillados de Disney Animation. Es discretamente una parodia sólida de las narrativas de superhéroes, con una de las mentes detrás de Phineas y Ferb ayudando a marcar el comienzo de un nueva generación de extraños héroes y villanos. Es una comedia de dibujos animados realista que se centra en una familia multicultural que se enfrenta a algunas situaciones absurdas. También es un programa en el que un hámster a veces golpea a los adultos para que se sometan, una dirección muy tonta que fue mucho por su diseño."